# Praslin (Santa Lucía)
Praslin es una localidad de Santa Lucía que forma parte del distrito de Micoud.

## Historia
Praslin fue hasta 2001 la capital del desaparecido distrito homónimo.